# Francesc Marcé i Puig
Francesc Marcé i Puig (L'Hospitalet de Llobregat, 1953) és un psicòleg, teòric i investigador de la comunicació humana i professor de la Universitat de Barcelona. Especialitzat en la comunicació visual.
El seu text més conegut és el llibre Teoría y anàlisis de las imágenes del 1983, pioner dins d'aquest camp a Catalunya i l'Estat espanyol, junt amb els d'altres autors com Villafañe, Vilches o Santos Zunzunegui, que, des de diferents perspectives, van començar, en aquesta mateixa època, a abordar una possible teoria de les imatges.
Psicòleg de formació, s'ha especialitzat en l'estudi de la comunicació humana en general i de la comunicació visual i els seus efectes en particular. Es va llicenciar a la Universitat de Barcelona el 1975. Es va doctorar a la Facultat de Psicologia de la mateixa universitat el 1987. Ja a la Tesi de llicenciatura va començar a defensar la necessitat d'un canvi de paradigma en Psicologia, partint del concepte ampli de comunicació i agafant, com a principals marcs de referència, l'Escola de la Teoria de la Comunicació Humana de Palo Alto, la Cibernètica, la Teoria General de Sistemes de von Bertalanffy i la Semiòtica. A la Tesi doctoral va aprofundir en aquest mateix sentit d'un paradigma sistèmic-comunicacional, de caràcter interdisciplinari, basat en una perspectiva sistèmica inclusiva, perspectivista i de la complexitat jeràrquica. Tota la seva tasca tant en el camp de la docència, la recerca, i fins en el camp de la salut mental, s'ha recolzat en aquest punt de vista. Si bé la seva activitat més coneguda és en el camp de la teoria i la recerca de les imatges i la seva influència i recepció.
Ha estat professor Titular de Teoria i Anàlisi de les Formes Visuals, a l'especialitat de Disseny de la Facultat de BBAA de la Universitat de Barcelona, on ha impartit docència entre els anys 1981 i 2012. Ha estat coordinador de la Secció de Disseny del Departament de Disseny i Imatge i coordinador del Programa de Doctorat Recerca en Disseny, del mateix departament. Hi ha impartit assignatures relacionades amb l'anàlisi i teoria de les imatges, la recerca psicosocial aplicada al disseny visual i gràfic, així com al disseny de producte, des d'una perspectiva del disseny centrat en l'usuari.
Activitats anteriors relacionades són les següents: Investigador de l'Institut de Ciències de l'Educació de la Universitat de Barcelona. Recerca bàsica, entre els anys 1975 i 1982, sobre la recepció, efectes i processament dels missatges fílmics, publicitaris i televisius, per part de nens, adolescents i adults. Investigador de Carvis Publicidad S.A. Anys 1975 i 1976. Recerca aplicada en els camps del disseny gràfic, industrial, d'imatge corporativa i de campanyes publicitàries. Educador terapeuta a l'Alberg Infantil de Terrassa. Centre per nens amb problemes caracterials i d'adaptació. Anys 1976 a 1978. Membre fundador del Col·lectiu d'Higiene Mental de la Florida (L'Hospitalet), integrat a la Coordinadora de Centres d'Higiene Mental i al Reseau-Alternative à la Psychiatrie. Anys 1976 al 1979.
Membre de la Societat Catalana de Comunicació de l'IEC.

## Obres publicades[7]
- El Niño frente a la imagen fílmica con "ruptura", Barcelona: Universitat de Barcelona, 1977.
- Teoría y análisis de las imágenes. Barcelona: Universidad de Barcelona, 1983
- Publicidad, mixtificación y adolescencia : la recepción de los spots televisivos. Barcelona: Universidad de Barcelona, 1984.
- La conducta como comunicación. Problemas de método y teoría. Barcelona: Universidad de Barcelona, 1987
- Conducta y comunicación : una perspectiva sistémica. Barcelona: PPU, 1990
- Investigación de la eficacia en el signo visual. Barcelona: Universitat de Barcelona, 2018
- Fundamentos del relato visual. Barcelona: Universitat de Barcelona, 2019